# 945
| Calendário gregoriano                                                        | 945 CMXLV                                            |
| Ab urbe condita                                                              | 1698                                                 |
| Calendário arménio                                                           | 394 – 395                                            |
| Calendário bahá'í                                                            | -899 – -898                                          |
| Calendário budista                                                           | 1489                                                 |
| Calendário chinês                                                            | 3641 – 3642 Início a 17 de janeiro (aproximadamente) |
| Calendário copta                                                             | 661 – 662                                            |
| Calendário etíope                                                            | 937 – 938                                            |
| Calendários hindus - Vikram Samvat - Calendário nacional indiano - Cáli Iuga | 1000 – 1001 866 – 867 4045 – 4046                    |
| Calendário Holoceno                                                          | 10945                                                |
| Calendário islâmico                                                          | 333 – 334                                            |
| Calendário judaico                                                           | 4705 – 4706                                          |
| Calendário persa                                                             | 323 – 324                                            |
| Calendário rúnico                                                            | 1195                                                 |
| Calendário solar tailandês                                                   | 1488                                                 |

945  (CMXLV, na numeração romana) foi um ano  comum, do século X do Calendário  Juliano, da Era de Cristo, teve início a uma  quarta-feira, terminou também a uma quarta-feira, e a sua letra dominical foi E (52 semanas).
No território que viria a ser  o reino de Portugal estava em vigor a Era de César que já contava  983 anos.
| Ano completo                        |
| ----------------------------------- |
| Ano comum com início à quarta-feira |

## Eventos
- Ceife Adaulá (916-967), torna-se emir hamadânida de Alepo.

### Janeiro
- 27 de janeiro - Coimperadores Estêvão e Constantino são depostos. Constantino VII torna-se o único imperador do Império Romano Oriental (Bizantino).

## Nascimentos
- Pons de Fos também conhecido como Pons de Baux "O Jovem", Visconde de Marselha (m. 1025).
- Mendo Gonçalves, conde soberano de Portugal (m. 1008).